# Tonight/Miss You Nights
«Tonight/Miss You Nights» es una canción lanzada cómo A-side por la banda irlandesa Westlife.
"Tonight", una canción original, fue escrita por Steve Mac, Wayne Hector y Jorgen Elofsson mientras "Miss You Nights", originalmente por Cliff Richard, fue escrita por Dave Townsend.

## Listado
UK CD1
1. Tonight (Single Remix)
2. Miss You Nights (Single Remix)
3. Where We Belong
4. Tonight (Video)

UK CD2
1. Tonight (Single Remix)
2. Tonight (12" Metro Mix)
3. Miss You Nights (Video)

Australian CD
1. Tonight (Single Remix)
2. Tonight (12" Metro Mix)
3. Where We Belong

## Posiciones en las listas
| Listas                    | Posición  |
| ------------------------- | --------- |
| Austrian Singles Chart    | 58        |
| Denmark singles chart     | 10        |
| German Singles Chart      | 47        |
| Irish Singles Chart       | 1         |
| Netherlands Singles Chart | 55        |
| Swedish Singles Chart     | 33        |
| UK Singles Chart          | 3         |
| UK Radio Airplay Chart    | 100A/ 13B |